# Reformace

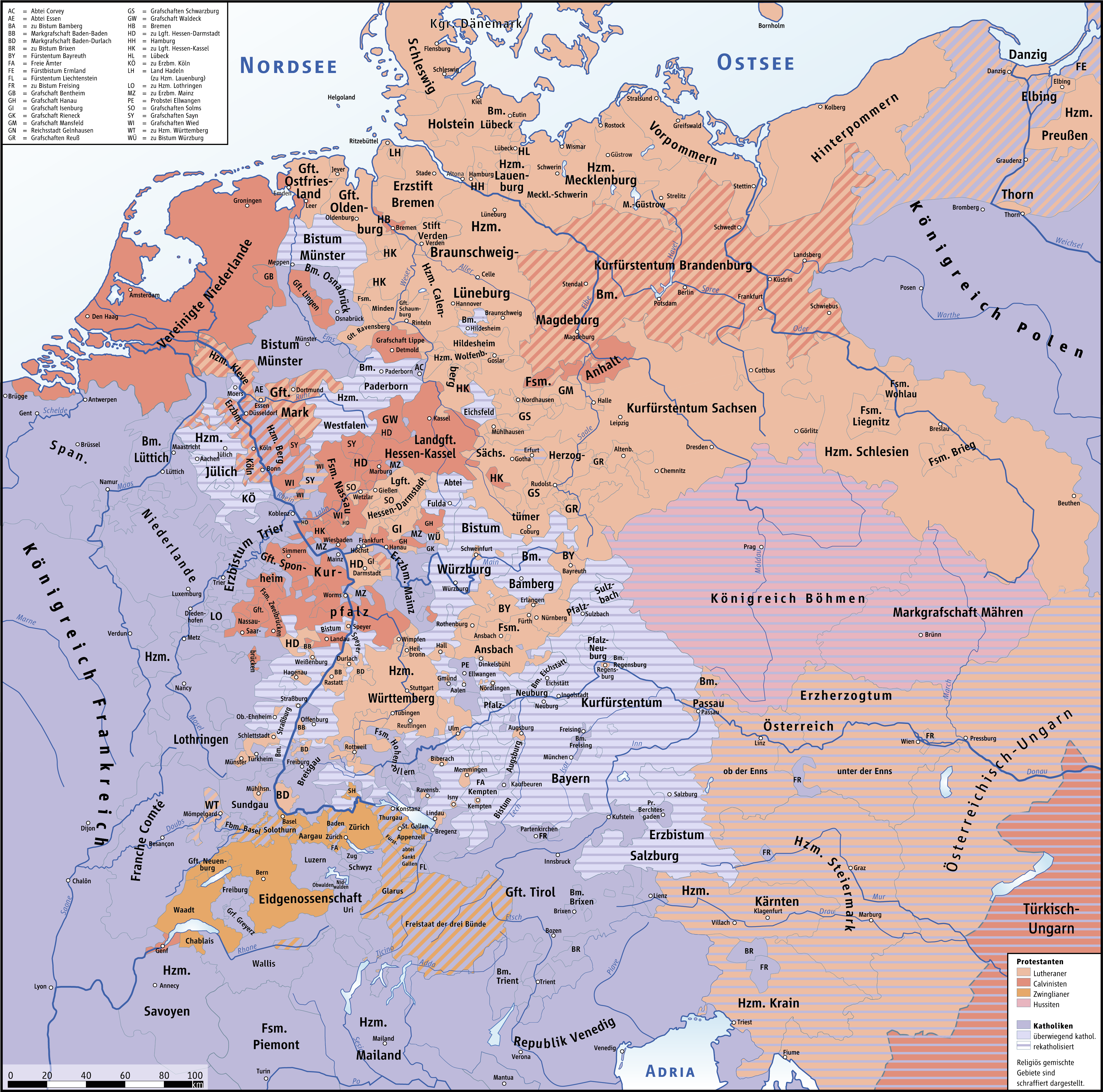
Reformace ve střední Evropě (1618)

Reformace (z latinského reformatio, v překladu obnovení či oprava) bylo náboženské a sociálně-politické křesťanské hnutí, které způsobilo rozkol v katolické církvi, a vedlo ke vzniku nových církví a protestantismu (zvanému též evangelictví). Těžiště procesu bylo v 16. století. Cílem reformačních aktivistů byla náprava společenských poměrů a návrat ke křesťanství nezatíženému tradicí.  
Proti poměrům v církvi veřejně vystoupili již předchůdci reformace, jejich kritika však byla prohlášena za kacířství (valdenští, lollardi, Ockham, Viklef, Hus). S výjimkou husitských Čech neměla reformace politické ani institucionální důsledky. Klíčovým pro spuštění reformačního procesu a hnutí se tak stalo až vystoupení Martina Luthera (95 tezí) roku 1517. Německo se díky Lutherovi stalo epicentrem reformace a vznikla zde lutherská církev. Další významné centrum pak vzniklo ve Švýcarsku (Jan Kalvín, Ulrich Zwingli), kde se zformovala reformovaná církev. V Anglii vznikla anglikánská církev (1534), ovšem šlo spíše o politický manévr. Luterská reformace pak pevně zakotvila ve skandinávských zemích (Dánsko, Norsko, Švédsko), v Pobaltí (Finsko, Estonsko, Lotyšsko), v Uhrách a ovlivnila i starší formy české reformace (utrakvismus, Jednota bratrská). Kalvinismus se rozšířil do Francie, západního Německa, Nizozemska a Skotska, kde sehrál klíčovou roli John Knox a nová větev hnutí: puritanismus (posléze rozštěpená na presbyteriány a independenty).  
Ve Francii došlo v letech 1562-1580 a 1586-1596 k náboženským válkám mezi katolíky a kalvinisty (tzv. hugenoty). Boje byly ukončeny roku 1598 ediktem nantským, zaručujícím hugenotům náboženskou svobodu a občanskou rovnost. Také v Německu se válčilo, kompromis přinesl augšpurský mír roku 1555, který zavedl pravidlo Cuius regio, eius religio.
Katolicko-protestantský spor byl přesto jednou z příčin třicetileté války (1618-1648), jakkoli náboženská podstata postupně v konfliktu ustupovala stranou ve prospěch velmocenských a jiných politických motivací. Mnozí protestanté, kteří se v Evropě cítili pronásledovaní, hledali útočiště v severní Americe. Sehráli pak velkou úlohu při formování Spojených států amerických, jejichž kultura bývá obecně označována za protestantskou. Velkou roli v USA sehrálo probuzenství, baptismus, presbyteriánství, metodismus nebo letniční hnutí. V některých oblastech Spojených států (biblický pás) si protestantismus uchovává i silný vliv politický a nabývá radikálních forem (evangelikalismus). Společným jmenovatelem evangelických církví, lutherských i reformovaných, jsou tzv. solae či solas (latinsky pouze) - Sola Fide, Sola Gratia, Sola Scriptura, Solus Christus a Soli Deo gloria (pouze milost, pouze víra, pouze Písmo, pouze Kristus, pouze sláva boží), s rozdílnou mírou jejich důsledků v praxi. Věroučné rozdíly se vyskytují např. v otázce Svaté večeře a učení o predestinaci, přesto jsou si protestanté myšlenkově blízcí. Nástup protestantismu v evropských dějinách je někdy považován za mezník, jímž končí středověk. Katolická církev na reformaci reagovala protireformací. Jedním z jejích projevů bylo barokní umění. To si ale nakonec našlo své formy i v protestantském prostředí. 

## Příčiny
Obecnou teologickou příčinou reformace byl rozpor mezi Biblí a tehdejší církevní praxí. Papežství ignorovalo nebo potlačovalo kritiky poměrů. K obecnějším příčinám sociálním patří koroze feudalismu a vzestup nacionalismu. Svou roli sehrál také vynález knihtisku a s ním spjatá větší dostupnost a čtenost Bible (a dalších knih).
Bezprostřední příčinou byl spor o odpustky, které jejich kritici označovali za kupčení se spásou. V 95 tezích Luther popsal, jak odpustky odvádějí křesťany od opravdového pokání a lítosti nad hříchem, protože si lidé myslí, že se tomu lze vyhnout koupí odpustku. Odpustky navíc podle Luthera odrazují křesťany od obdarovávání chudých a dalších skutků milosrdenství, jelikož se věří, že odpustkové listiny mají větší duchovní hodnotu. I když Luther tvrdil, že jeho pozice vůči odpustkům se shoduje s papežovou, Teze zpochybnily papežskou bulu ze 14. století o tom, že papež může používat poklad zásluh a dobrých skutků minulých svatých, aby odpouštěl časné tresty za hříchy.
Církevní nadřízení stíhali Luthera kvůli jeho protiodpustkovému boji pro kacířství, což vyústilo na počátku ledna roku 1521 v jeho exkomunikaci. Luther později nicméně uváděl, že odpustky jsou vedlejším problémem, že klíčovým teologickým problémem, kvůli němuž bylo nutno vytvořit novou církev, byla otázka víry, spásy a svobodné vůle (debata Luthera s Erasmem Rotterdamským).
Další významnou otázkou, otevřenou již Ockhamem, Viklefem a Husem, byla politická a ekonomická moc církve. Nákladná správa majetku církve měla svůj odraz v zavádění stále nových církevních poplatků, což se setkávalo s odporem. Někteří reformátoři šli tak daleko, že obviňovali preláty z prodeje církevních úřadů (simonie).

## Průběh

### Anglická reformace

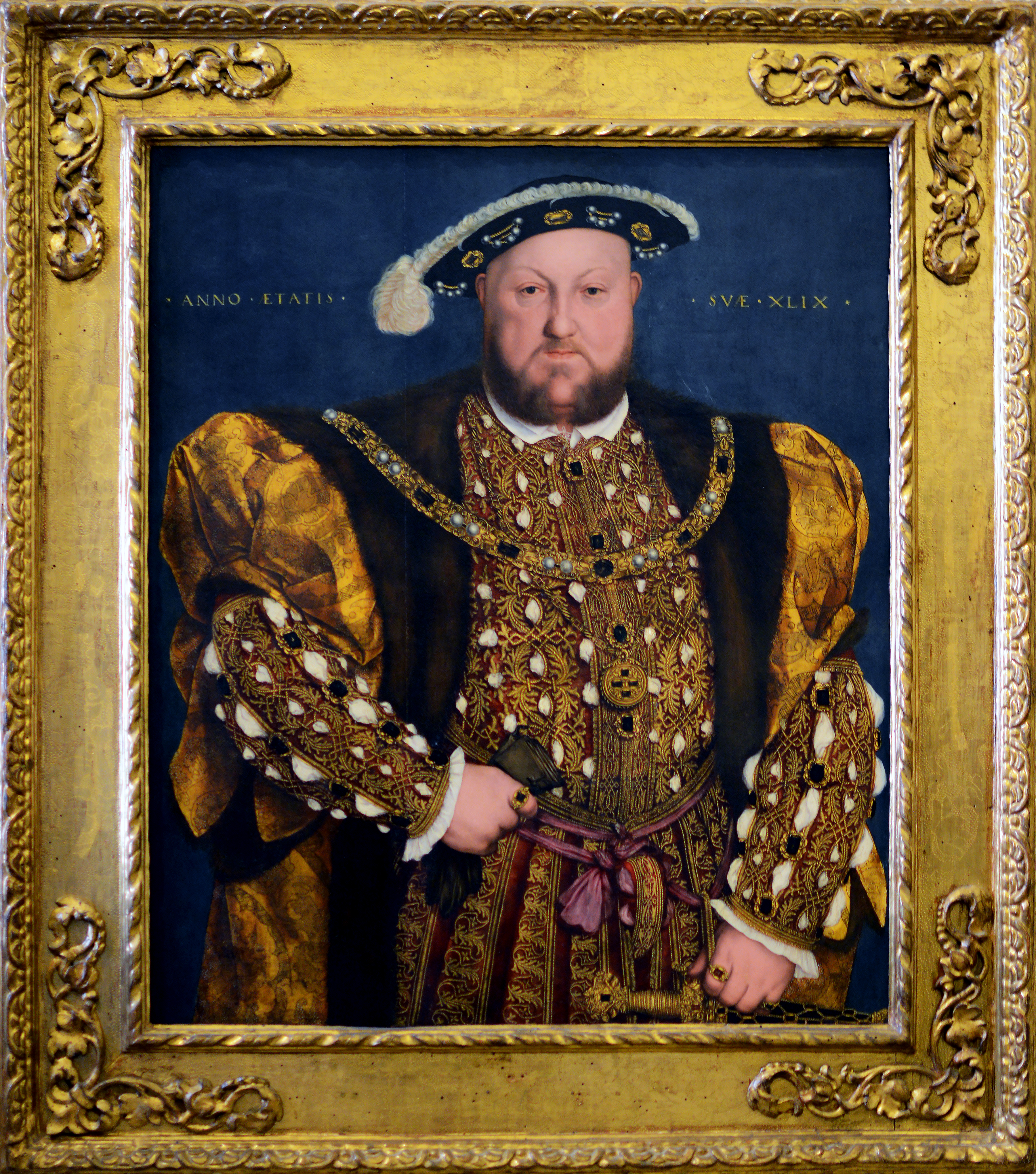
Jindřich VIII.

Kořeny protestantské tradice v Anglii se hledají u františkána Williama Ockhama, který kritizoval bohatství a moc církve a přiklonil se ke stanovisku císaře, že papež mu má být podřízen. Na něj navázal John Wycliffe (1320/1330 – 1384). Vystupoval proti moci církve, proti odpustkům, ve svých postojích důsledně vycházel z Bible. Zdůrazňuje, že hlavní křesťanskou autoritou nejsou církevní hodnostáři, ale Bible, a odmítá hospodářskou a vůbec světskou moc církve, přemíru a pompéznost obřadů apod.
Politickou realitou se anglická reformace začala stávat ovšem až díky krokům anglického krále Jindřicha VIII. Ten žádal papeže o zrušení svého manželství (prvně roku 1527) a nebylo mu vyhověno. Jindřich následně začal pracovat na tom, aby moc papeže v Anglii zlomil. Klíčovou byla série aktů anglického parlamentu mezi lety 1532 a 1534. Mezi nimi byl i Zákon o svrchovanosti z roku 1534, který prohlásil, že král Jindřich je „nejvyšší hlavou anglické církve na zemi“. Tento titul odvrhla Marie I. v roce 1553, která chtěla autoritu papežství v Anglii obnovit, avšak Alžběta I. znovu potvrdila královskou nadvládu nad církví v roce 1559, byť přijala titul nový - "nejvyšší guvernér anglické církve". Král se stal konečnou autoritou v teologických i právních otázkách, papežství bylo zbaveno vlivu na jmenování biskupů a církevní daň přestala být placena do Říma, ale náležela nově anglické koruně. Teologie a liturgie anglické církve se za vlády Jindřichova syna Eduarda VI. stala značně protestantskou, z velké části podle linie stanovené arcibiskupem Thomasem Cranmerem. Alžběta později protestantskou linii zmírnila. O tyto otázky se pak vedly tvrdé spory, nezřídka krvavé. Do jisté míry stály i za anglickou občanskou válkou, nebo též za sesazením posledního katolického monarchy Anglie Jakuba II. Stuarta při tzv. Slavné revoluci r. 1688. Po ní se ustavila anglikánská církev jako státní církev, a tou je do značné míry dosud. Od slavné revoluce bylo praktikování katolictví v Anglii nezákonné, a to až do roku 1829, do přijetí tzv. Roman Catholic Relief Act.

### Německá reformace

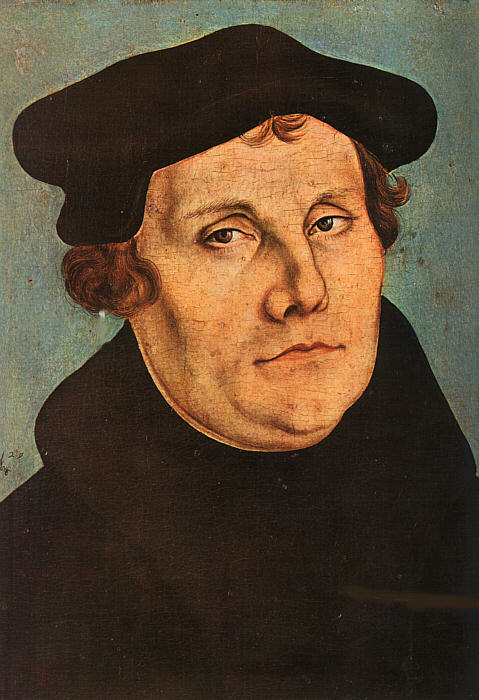
Teolog a kazatel Martin Luther

Za počátek reformačního procesu je považován 31. říjen 1517, kdy Martin Luther uveřejnil svých 95 tezí. Dle tradice je přibil na dveře kostela Všech svatých ve Wittenbergu. Historičnost tohoto aktu je někdy zpochybňována, jisté nicméně je, že Luther 95 tezí přiložil 31. října 1517 k dopisu Albrechtovi Braniborskému, arcibiskupovi mohučskému. Toto datum je také dnes slaveno jako Den reformace. 
Lutherovým cílem bylo vyvolat akademickou diskusi, jeho myšlenky se však velmi rychle roznesly a vzbudily obrovskou pozornost. Řím označil tyto teze za kacířské a vyzval Luthera k jejich odvolání. Jeho spisy byly páleny, Luther reagoval spálením papežské buly a vydáním dalších spisů, ve kterých odmítal autoritu papeže a koncilů a žádal církevní reformy. V roce 1521, po uvalení církevní klatby[nepřesný odkaz], následovalo předvolání před říšský sněm ve Wormsu, na kterém Luther odmítl své učení odvolat, pokud nebude přesvědčen svědectvím Písma. Císař Karel V. vydal Wormský edikt, který zůstal v platnosti během celého reformátorova života. Jeho obsahem je říšská klatba proti Lutherovi a zákaz jeho učení. Luther se uchýlil na hrad Wartburg, kde přeložil Bibli. Tento překlad měl zásadní vliv na vývoj němčiny.
Pod vlivem Lutherových spisů a jeho vystoupení ve Wormsu propukly od podzimu 1521 prakticky v celém Německu náboženské nepokoje, zprvu s centrem ve Wittenbergu. Nové učení se rychle šířilo i pod vlivem Lutherova překladu Bible, která byla do té doby veřejnosti prakticky nedostupná. Němci přecházeli houfně na novou víru, mniši a jeptišky opouštěli kláštery. Proti radikálním projevům reformace (obrazoborectví a selským nepokojům) reformátor ostře vystupoval. Selská verze protestantismu vyvolala německou selskou válku. V čele radikálního selského proudu, jenž byl zván též novokřtěnci či anabaptisté, stanul Thomas Müntzer. Vůči němu se nakonec postavili i umírněnější a měšťansky zakořenění luteráni, což roku 1535 vedlo k pádu münsterské komuny a porážce radikálů. Zbytky anabaptistů přesídlily částečně do českých zemí, kde byli známí jako habáni, částečně do Nizozemska, kde se pod vedením Menno Simonse zformovaly v sektu mennonitů.
Na politické úrovni došlo nejprve v roce 1526 ve Špýru k rozhodnutí, že se volba náboženství přenechává autonomii zeměpánů. Když bylo na dalším říšském sněmu 1529 toto právo opět zrušeno, evangeličtí stavové protestovali (odtud protestanti) opuštěním jednání. V roce 1530 předložili evangelíci na sněmu v Augsburgu Melanchthonovo Augsburské vyznání, pokus o přiblížení katolické straně (zdůraznění společných rysů víry) a zároveň první evangelické vyznání nové víry. Katolické stavy toto dílo odmítly a císař hrozil protestantům represemi. Evangelické stavy na svou obranu založily šmalkaldský spolek. Po porážce protestantů ve šmalkaldské válce 1546 – 1547 následovalo pronásledování protestantů. Po odstoupení císaře byl uzavřen v roce 1555 augsburský náboženský mír, jehož obsahem bylo zrovnoprávnění obou náboženství na území Německa, a znamenalo faktické uznání rozdělení církve.

### Švýcarská reformace

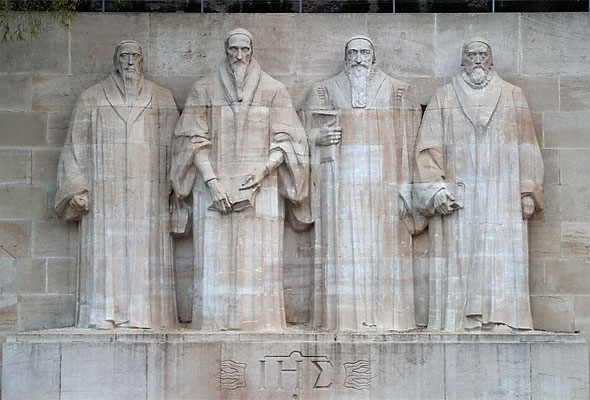
Pomník reformátorů v Ženevě (detail)-Beze, Farrell, Kalvin a Zwingli

Pod vedením Ulricha Zwingliho na jaře 1522 začala reformace v Curychu. Městská rada souhlasila s evangelickým kázáním, postupně došlo k odstranění nebiblických elementů v církevním životě, bylo doprovázeno i obrazoborectvím. Přes totéž východisko se teologické názory Zwingliho zčásti lišily od Lutherových. Pokus o nalezení společného stanoviska při Marburských náboženských rozhovorech v roce 1529 ztroskotalo na otázce Svaté večeře. Napjatá náboženská situace ve Švýcarsku vyústila v občanskou válku. Roku 1531 Zwingli padl v bitvě u Kappelu. Jeho následovník Heinrich Bullinger spolupracoval na formulování Prvního helvétského vyznání (1536).
V roce 1533 přišel do Švýcarska Jan Kalvín, pronásledovaný ve Francii pro své protestantské názory. Své učení shrnul v publikaci Instituce (1535). Od roku 1536 působil Kalvín v Ženevě, kde zavedl radikální reformaci, která se dotýkala života všech. Nakrátko byl vypovězen, po návratu pokračoval v budování teokracie (propojení náboženství s politikou). Kalvínovo učení o predestinaci (předurčení člověka ke spáse nebo zavržení) Lutheráni neuznávali, stejně jako jeho pozici ve věci Svaté večeře, kterou sdílel s Zwinglim. Když v roce 1549 Kalvín s Zwingliho žákem Heinrichem Bullingerem uzavřeli společné vyznání, vznikla jednotná švýcarská reformovaná církev. V roce 1566 požádal německý reformovaný falcký kurfiřt Bullingera o zaslání vyznání, které vyšlo po podepsání teology švýcarských kantonů pod názvem Druhé helvétské vyznání. To se pak stálo základem reformovaných církví i v zahraničí.

### Česká reformace

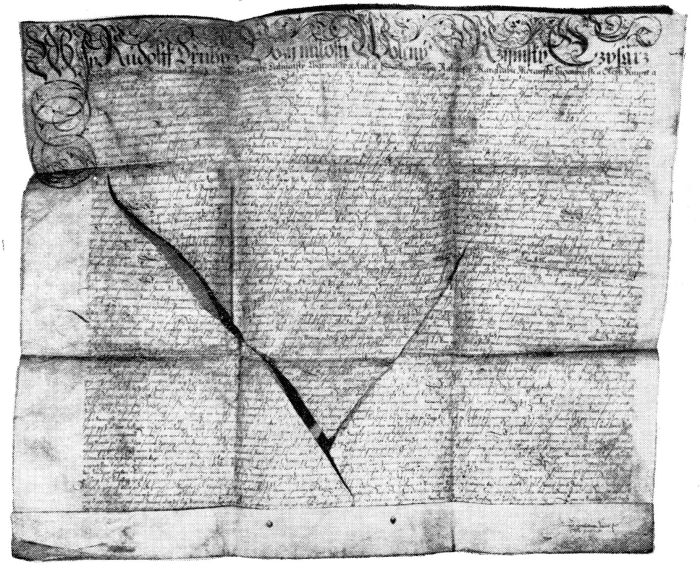
Rudolfův majestát, jenž v roce 1609 potvrdil náboženskou svobodu a Českou konfesi v Českém království

Reformace v českých zemích má na rozdíl od celoevropského pojetí svá specifika. Reformační proces, či alespoň jeho první část, se zde datuje již od počátku 15. století, kdy došlo k celospolečenským událostem díky působení mistra Jana Husa, které měly celoevropské důsledky. Proces probíhal již v období husitských válek i po jejich skončení, České království bylo charakterizováno jako „království dvojího lidu“, rozdělené na katolíky a utrakvisty. Reformní proces na počátku 16. století v Německu byl sledován jak utrakvisty, tak Jednotou bratrskou, která se o zásady luteránství začala opírat. Po smrti krále Ludvíka Jagellonského byl roku 1526 zvolen českým králem Ferdinand I. Habsburský, který slíbil zachovávat náboženské svobody. Došlo k dalšímu uvolnění, což přispělo ke vzniku sekty habrovanských a k příchodu novokřtěnců, zejména z Rakous a Německa. Roku 1555 byla v říši přijata zásada „čí je vláda, toho je i náboženství.“ (lat. Cuius regio, eius religio). Tyto zásady platily i na úrovni šlechtických panství, kde fary a kostely byly obsazovány kněžími té náboženské orientace, kterou vyznával majitel panství. Poddaní pak museli prakticky přijmout víru svého pána.
V období reformace se objevila řada českých knih, jež vydávaly jak reformní církve, tak i jezuité, kteří se snažili sblížit reformační směry a dovést církev ne k "reformaci," ale ke skutečné reformě. Roku 1575 byla vydána Česká konfese, která potvrzovala a upravovala náboženské záležitosti v českých zemích. Náboženské svobody byly roku 1609 upraveny vydáním Rudolfova Majestátu. Zároveň s Majestátem se evangeličtí a někteří katoličtí šlechtici usnesli na tzv. „Porovnání“, což v některých článcích odporovalo Majestátu a umožňovalo různé výklady práva. V důsledku toho vznikl spor v Broumově a v Hrobu, kde si evangeličtí měšťané německého jazyka vystavěli na statcích broumovského opata a pražského arcibiskupa dva protestantské kostely, což vyvolalo rozepře. Předáci broumovských měšťanů byli zatčeni a v únoru 1618 v Praze uvězněni. Tato událost nastartovala další nepokoje, které vyvrcholily Stavovským povstáním proti králi Ferdinandovi II., bitvou na Bílé hoře a vypuknutím třicetileté války.